# 무로후시 고지
무로후시 고지(일본어: 室伏 広治, 1974년 10월 8일~)는 일본의 육상 선수, 지도자, 체육행정가로 주 종목은 해머던지기이다. 2004년 하계 올림픽에서 금메달을 획득했고, 2011년 세계 선수권 대회에서 금메달을 획득했다. 현재 남자 해머던지기 아시아 기록과 일본 기록을 보유하고 있다.

## 경력
시즈오카현 누마즈시 출신으로, 해머던지기 선수이자 일본 해머던지기 최고 기록 보유자였던 아버지 무로후시 시게노부(室伏重信)와 헝가리계 루마니아인 창던지기 선수 출신 어머니 세라피나 모리츠 사이에서 태어났다. 3살 아래 여동생인 유카는 일본 여자 포환던지기 국가대표 선수로 활약했다. 어린 시절부터 다양한 운동을 접했으며 소학교 3학년부터 중학교 2학년까지 미국 로스앤젤레스 근교에서 생활했다. 1990년에 나리타 고등학교로 진학하였으며 이 때부터 해머던지기 선수로 활동하기 시작했다. 고1때 일본 고교 해머던지기 신기록을 갱신했으며 1991년과 1992년 인터하이를 우승했다. 1992년에는 일본 주니어 국가대표로 발탁되어 그 해 9월에 대한민국 서울에서 열린 1992년 세계 주니어 선수권 대회에 참가하여 65.78m의 기록으로 8위에 올랐다.
1993년 주쿄 대학으로 진학했고 아버지인 시게노부와 아버지와 마찬가지로 일본 국가대표 출신인 미조구치 가즈히로의 지도를 받았다. 같은 해에 일본 국가대표 선수로 발탁되었으며 그 해 5월에 중국 상하이에서 열린 1993년 동아시아 경기 대회에 참가하면서 처음으로 국제 대회에 출전했다. 그는 이 대회에서 66.78m의 기록으로 중국의 비중과 대표팀 동료인 이케다 아키요시의 뒤를 이어 동메달을 획득했다. 2회의 아시아 선수권(1993, 1995)에서 은메달을 땄다. 1994년 아시안 게임에서 은메달을 따고 나서 1997년 동아시아 경기 대회에서 첫 국제 대회 우승을 차지하였다. 1998년 아시아 선수권 은메달에 이어 같은 해 아시안 게임에서 금메달을 땄다. 세계 규모 대회에서는 1992년 세계 주니어 선수권 8위, 1997년 세계 육상 선수권 대회 10위, 2000년 하계 올림픽 9위를 하였다.
2001년에 열린 2001년 굿윌 게임과 2001년 동아시아 경기 대회에서 금메달을 딴 그는 같은 해 세계 육상 선수권 대회 2위를 하다가 2002년 아시안 게임 금메달은 물론 월드컵 은메달, 2003년 세계 육상 선수권 대회 동메달을 땄다. 그해에 84.86m를 기록했는데 10년 동안 축적된 기록 중 가장 긴 거리의 기록이었으며 역대 최고 기록 5위에 올랐다. 2004년 하계 올림픽에서 우승 후보에 오른 무로후시는 언누시 어드리안의 실격 후에 마침내 금메달 획득에 성공하였다. 같은 해 주쿄 대학에서 체육 박사 학위를 취득하였다.
2006년에 열린 세계 육상 그랑프리 파이널과 월드컵을 우승한 무로후시는 2007년 세계 육상 선수권 대회 1992위, 그해의 세계 육상 파이널 3위, 2008년 하계올림픽 5위를 하였다. 이탈리아 리에티에셔 열린 IAAF 그랑프리에서 80.99m를 기록했으며 세계 랭킹 5위에 올랐다.
2011년 9월 대한민국 대구에서 열린 2011년 세계 선수권 대회에서 81.24m의 기록으로 금메달을 획득했다. 이듬해인
2012년 런던에서 열린 2012년 하계 올림픽에서는 78.71m의 기록으로 동메달을 땄다. 2014년 일본 선수권 대회에서 우승하면서 일본 육상 선수권 대회 20회 연속 우승을 달성했다.
2016년 6월 2016년 하계 올림픽 일본 국가대표 선발전을 겸한 일본 선수권 대회 이후 현역 은퇴를 선언했으며, 은퇴 후에는 모교인 주교 대학과 도쿄 의과치과대학 등지에서 교편을 잡았다. 이후 2020년 스즈키 다이치의 후임으로 일본 스포츠청 장관으로 취임하여 현재까지 재임 중이다.

## 같이 보기
- 올림픽 육상 남자 메달리스트 목록
- 일본 사람 목록